# Molophilus (Molophilus) pusillus
Molophilus (Molophilus) pusillus is een tweevleugelige uit de familie steltmuggen (Limoniidae). De soort komt voor in het Palearctisch gebied.